# Seilkopfberge
Die Seilkopfberge sind eine Gruppe hauptsächlich eisfreier Berge und Gebirgskämme im ostantarktischen Königin-Maud-Land. Sie ragen zwischen dem Gebirgspass Portalen und dem Gebirgskamm Nålegga im Borg-Massiv in der Maudheimvidda auf.
Entdeckt und benannt wurde diese Formation bei der Deutschen Antarktischen Expedition 1938/39 unter der Leitung des Polarforschers Alfred Ritscher. Namensgeber ist der Meteorologe Heinrich Seilkopf (1895–1968), Leiter der Abteilung See-Flug der Deutschen Seewarte. Eine detaillierte Kartierung nahmen Teilnehmer der Norwegisch-Britisch-Schwedischen Antarktisexpedition (1949–1952) vor.